# Кастер (приток Нижней Тоймы)
Кастер — река в России, течёт по территории Верхнетоемского района Архангельской области. Устье реки находится на высоте 120 м над уровнем моря в 123 км по левому берегу реки Нижней Тоймы. Длина реки — 46 км. Площадь водосборного бассейна — 178 км².

## Данные водного реестра
По данным государственного водного реестра России относится к Двинско-Печорскому бассейновому округу, водохозяйственный участок реки — Северная Двина от впадения реки Вычегда до впадения реки Вага, речной подбассейн реки — Северная Двина ниже места слияния Вычегды и Малой Северной Двины. Речной бассейн реки — Северная Двина.
Код объекта в государственном водном реестре — 03020300112103000027364.